# Daze
Daze – duńska grupa tworząca muzykę eurodance. Najbardziej znana z singla "Superhero" wydanego w 1997 roku. Zespół składa się z Lucasa Siebera, Jespera Tønnova oraz wokalistki Trine Bix. Trio inspiruje się takimi artystami jak Dr Alban czy Aqua.

## Single
- 1997 "Superhero"
- 1997 "Toy Boy"
- 1997 "Tamagotchi"
- 1998 "Together Forever (The Cyber Pet Song)"
- 1999 "15 Minutes of Fame"
- 2000 "2nd Chance"
- 2012 "Fool Me"
- 2013 "We Own the Universe"

## Albumy
- 1997 Super Heroes
- 1999 They Came To Rule